# Alice Maria Ottley

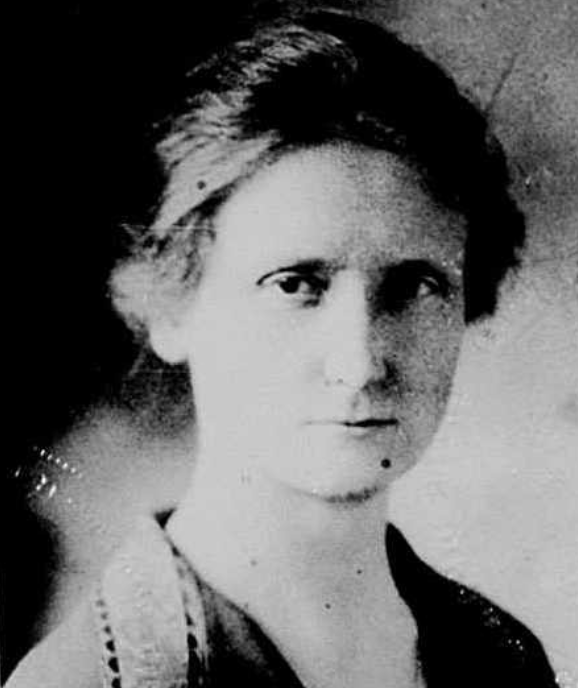
Passfoto von Alice Maria Ottley, etwa 1925

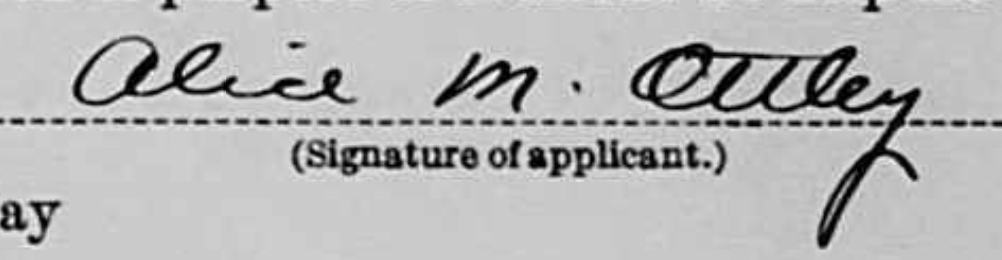
Unterschrift von Alice Maria Ottley

Alice Maria Ottley (* 20. November 1882 in New York; † 22. Juli 1971) war eine US-amerikanische Botanikerin und Hochschullehrerin. Sie sammelte und studierte die amerikanische Flora, insbesondere Lotusarten, und veröffentlichte Bücher und Artikel über Botanik.

## Leben und Werk
Ottley studierte an der Cornell University und der University of California in Berkeley, wo sie 1921 bei Willis Linn Jepson promovierte. 1919 wurde sie zur Assistenzprofessorin für Botanik am Wellesley College ernannt und war von 1922 bis 1930 Kuratorin des Wellesley Herbarium, bevor sie Vorsitzende der Abteilung für Botanik wurde. 1925 war sie mehrere Monate Austauschprofessorin an der Witwatersrand-Universität in Johannesburg, Südafrika. 1938 wurde sie zum Mitglied von Sigma Xi gewählt. Sie trat 1939 von der Fakultät zurück, um mit ihrer Tante, der Botanikerin Margaret Clay Ferguson, zu reisen und zu arbeiten.
Ihr offizielles botanisches Autorenkürzel lautet "Ottley".

## Veröffentlichungen (Auswahl)
- The development of the gametophytes and fertilization in Juniperus communis and Juniperus virginiana. University of Chicago Press, 1909.
- A Contribution to the Life History of Impatiens sultani Botanical gazette 66, 1918.
- A revision of the California species of Lotus. University of California Press, 1923.
- The Occurrence of Centipeda minima in Wellesley, Massachusetts Rhodora 40, 1938.
- The American Loti with special consideration of a proposed section, Simpeteria, 1944.